# Otto Hitzfeld

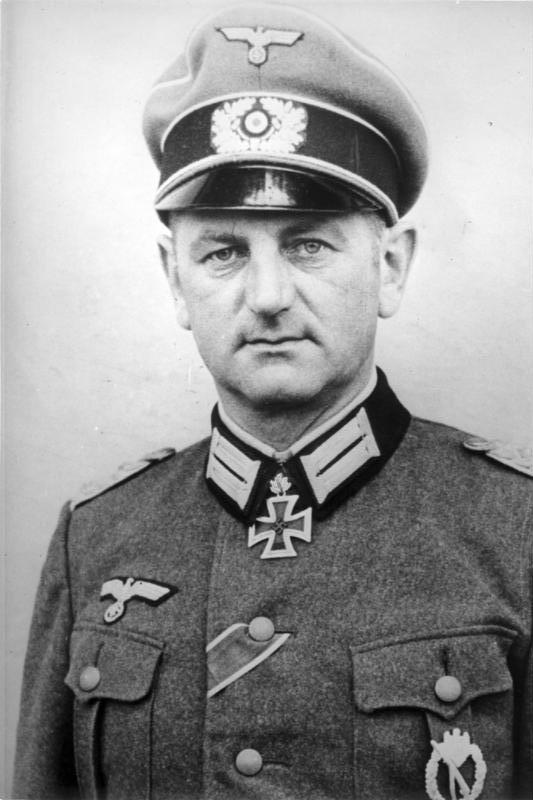
Oberst Otto Hitzfeld im Januar 1942

Otto Maximilian Hitzfeld (* 7. Mai 1898 in Schluchsee; † 6. Dezember 1990 in Dossenheim) war ein deutscher General der Infanterie im Zweiten Weltkrieg.

## Leben

### Erster Weltkrieg
Während des Ersten Weltkriegs trat Hitzfeld am 18. Januar 1915 als Freiwilliger in das Ersatz-Bataillon des 7. Badischen Infanterie-Regiments Nr. 142 ein. Als Fahnenjunker kam er ab 10. Juli 1915 an der Front zum Einsatz. Vom 28. Mai bis 11. Juni 1916 absolvierte er einen Kompanie- und Zugführerlehrgang bei der 29. Division und fungierte vom 5. bis 20. Mai 1917 als Ordonnanz- und Gerichtsoffizier in seinem Stammregiment. Anschließend stieg er zum Adjutanten des III. Bataillons auf. Während der Kämpfe an der Westfront wurde Hitzfeld am 11. Mai 1918 schwer verwundet und befand sich bis 26. Juni 1918 im Lazarett. Danach teilte man ihn als Kompanieführer dem Ersatz-Bataillon zu, ehe man ihn dann ab 29. Juli 1918 bis über das Kriegsende hinaus wieder in seiner alten Dienststellung als Adjutant verwendete. Neben beiden Klassen des Eisernen Kreuzes erhielt er für sein Wirken während des Krieges das Ritterkreuz II. Klasse des Ordens vom Zähringer Löwen.

### Zwischenkriegsjahre
Nach der Rückführung seines Regiments in die Heimat fungierte Hitzfeld von Mitte Dezember 1918 bis Mitte Januar 1919 zeitweise als Regimentsadjutant. Nach der Demobilisierung war er kurzzeitig Adjutant in dem aus Resten seines ehemaligen Stammregiments gebildeten II. Badischen Freiwilligen-Bataillon. Dieses ging im Oktober 1919 im Reichswehr-Schützen-Regiment 113 auf und Hitzfeld wurde somit in die Reichswehr übernommen. Am 1. Januar 1921 erfolgte seine Versetzung zum 14. (Badischen) Infanterie-Regiment. Dort verblieb er bis Ende September 1931, zuletzt als Nachrichtenoffizier beim Regimentsstab. Am 1. Oktober 1931 wurde Hitzfeld zum 6. (Preußischen) Artillerie-Regiment versetzt, wo er als Adjutant des Lehrregiments zur Infanterieschule nach Dresden abkommandiert wurde. Im April 1932 wurde Hitzfeld, bei unveränderter dienstlicher Verwendung, in das 3. (Preußische) Reiter-Regiment nach Rathenow versetzt. Anschließend kehrte er im Mai 1933 zur Infanterieschule nach Dresden zurück. Zum 1. Oktober 1934 wurde er als Kompaniechef in das Infanterie-Regiment Tübingen versetzt und am 15. Oktober 1935 zum Chef der 4. (MG) Kompanie des Infanterie-Regiments 35 ernannt. Von 1936 bis 1938 holte er sein vor dem Krieg abgebrochenes Abitur nach und studierte anschließend sechs Semester Geschichtswissenschaft, Philosophie und Religionswissenschaften an den Universitäten Tübingen, Marburg und Heidelberg. Daneben war er von Januar 1937 bis November 1938 Taktiklehrer an der Kriegsschule Dresden sowie, nach dem Anschluss Österreichs, an der Kriegsschule in Wiener Neustadt. In Wiener Neustadt wurde er Ende 1938 ferner für den Einmarsch ins Sudetenland als Erster Generalstabsoffizier im Stab von Generalmajor Hans Wolfgang Reinhard eingesetzt. Zum 11. März 1939 wechselte Hitzfeld in derselben Position zum Stab des Generalmajors Erwin Engelbrecht über, wo er bis Anfang April 1939 tätig war. Bis August 1939 diente Hitzfeld bei der Heeresdienststelle 30 in Krems beim Heeresgruppen-Kommando 5 im Bereich des XVII. Armeekorps. Dieses Kommando war u. a. für die Offiziersbesetzung des Korps zuständig.

### Zweiter Weltkrieg
Beförderungen
- 22. April 1915 Fahnenjunker-Gefreiter
- 19. Mai 1915 Fahnenjunker-Unteroffizier
- 30. September 1915 Fähnrich
- 18. Februar 1916 Leutnant
- 31. Juli 1925 Oberleutnant
- April 1932 Rittmeister
- 1. April 1936 Major
- 1. August 1939 Oberstleutnant
- 17. Dezember 1941 Oberst
- 1. April 1943 Generalmajor
- 8. November 1943 Generalleutnant
- 1. März 1945 General der Infanterie

Mit den Mobilmachungsbestimmungen Ende August 1939 wurde Hitzfeld am 26. August 1939 zum Kommandeur des III. Bataillons des Infanterie-Regiments 158 (als Teil der 82. Infanterie-Division) ernannt. Das Regiment nahm am Westfeldzug teil. Vom 15. November 1940 bis zum 4. Juli 1941 war Hitzfeld Kommandeur des Infanterie-Regiments 593 (als Teil der 323. Infanterie-Division). Anschließend übernahm er die Führung des Infanterie-Regiments 213 (als Teil der 73. Infanterie-Division), das nach dem im Juni 1941 beendeten Balkanfeldzug im Großraum Belgrad eingesetzt war. 
Im anschließenden Russlandfeldzug führte Hitzfeld das Regiment in den Kämpfen am Bug und am Dnepr sowie auf der Krim. Für seine taktische Führung des Regiments beim Durchbruch durch die Landenge von Perekop erhielt er am 30. Oktober 1941 das Ritterkreuz des Eisernen Kreuzes und am 17. Januar 1942 als Oberst das Eichenlaub zum Ritterkreuz (65. Verleihung). Am 15. August 1942 wurde Hitzfeld bei Krasnodar zum fünften Mal verwundet, wofür ihm das Verwundetenabzeichen in Gold verliehen wurde. Während seines folgenden Lazarettaufenthaltes in Berlin und Badenweiler wurde er am 19. August 1942 in die Führerreserve des Oberkommandos des Heeres versetzt. Am 20. Januar 1943 wurde er mit der Führung der 102. Infanterie-Division beauftragt. Dessen Kommandeur wurde er am 1. April 1943 unter gleichzeitiger Ernennung zum Generalmajor. 
Die 102. Infanterie-Division lag zu diesem Zeitpunkt (nach dem „Unternehmen Büffelbewegung“) im Bereich der Heeresgruppe Mitte in den Kämpfen im Raum Orel, Desna und Gomel. Am 5. November 1943 gab Hitzfeld das Kommando an seinen Nachfolger Generalmajor Werner von Bercken ab und wurde in die Führerreserve versetzt.
Am 20. November 1943 wurde Hitzfeld zum Kommandeur der Infanterieschule Döberitz ernannt, die er bis Ende Oktober 1944 leitete. Im November 1944 erneut in die Führerreserve versetzt, wurde Hitzfeld im Dezember 1944 zum Oberbefehlshaber West, dem Generalfeldmarschall Gerd von Rundstedt, zur Einarbeitung als Kommandierender General abkommandiert. Hier wurde ihm am 1. Dezember 1944 die stellvertretende Führung des LXVII. Armeekorps übertragen, dessen Kommandierender General er am 1. März 1945 unter gleichzeitiger Beförderung zum General der Infanterie wurde. Das Korps unterstand dabei der Heeresgruppe B im Großraum Roer. Es lag bei Kriegsende im Raum Kassel und im Harz. Hitzfeld führte vom 2. bis 8. April 1945 zusätzlich die 11. Armee. 
Am 7. April befahl Hitzfeld seinen Truppen einen schrittweisen Rückzug ostwärts bis zur Leine, um östlich dieses Flusses eine neue Position zu beziehen. Weil in Göttingen tausende Verwundete in Lazaretten waren, erklärte er dann aber Göttingen zur offenen Stadt. Anschließend gab er das Kommando über die 11. Armee an General Walther Lucht ab.
Vom 19. April 1945 bis zum 15. Mai 1947 war er in US-amerikanischer Kriegsgefangenschaft.

### Nachkriegsjahre
Nach seiner Entlassung aus amerikanischer Kriegsgefangenschaft arbeitete Hitzfeld zunächst als Hilfsarbeiter. Später stieg er zum Abteilungsdirektor in einer chemischen Fabrik auf; in dieser Funktion war er bis zu seinem Eintritt in den Ruhestand tätig.

## Sonstiges
Ottmar Hitzfeld (* 1949) ist sein Neffe.